# José Maria Marques
José Maria Marques war vom 3. Juni 1834 bis zum 22. Januar 1839 Gouverneur von Portugiesisch-Timor.

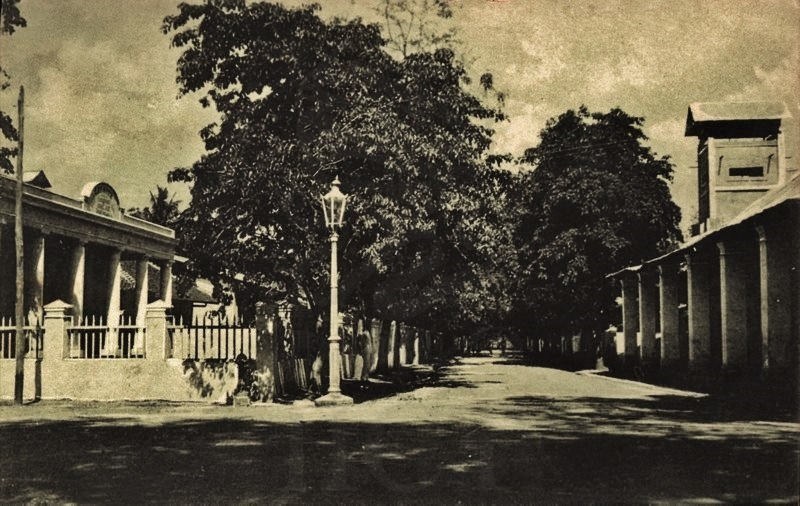
Die Rua José Maria Marques in Dili (1909)

Bereits im Jahr seiner Ankunft verstarb der Vorgänger von Marques Miguel da Silveira Lorena 1832. Die Verwaltung der Kolonie übernahm daraufhin ein Regierungsrat (Conselho Governativo), indem es aber zum Streit kam. Bruder Vicente Ferreira Varela ließ daher die beiden anderen Mitglieder des Rats verhaften und regierte allein die Kolonie, bis Marques 1834 in Portugiesisch-Timor eintraf. Marques verwies noch im selben Jahr alle Missionare aus der Kolonie. Sie sollten erst 20 Jahre später wieder zurückkehren. Grund war ein Dekret Königs Pedros IV., dass die Macht der Kirche nach der Liberalen Revolution in Portugal einschränken sollte. Auch die Macht des Gouverneurs sollte beschränkt werden, indem man die militärischen und administrativen Befugnisse trennte. Doch bereits im Jahr darauf nahm man diese Änderung wieder zurück.
Gleichzeitig begann Marques mit dem Ausbau Dilis zur Stadt. Abgesehen von der Festung, dem Haus des Gouverneurs und der St. António-Kirche bestand der Hauptort der Kolonie bis dahin nur aus Hütten mit Dächern aus Palmwedeln. Der westliche Teil der heutigen Rua 30 de Agosto in Dilis Viertel Nain Feto war früher nach José Maria Marques benannt.